# Peter Reijman
P.B. (Peter) Reijman is een Nederlands ingenieur (ing.) en technisch forensisch onderzoeker. Zijn onderzoeksgebieden zijn brandoorzaken en brandverloop. In veel gevallen treedt hij op als rechtbankdeskundige in civiel- en strafrechtelijke procedures. Van 1980 tot 2007 was hij in dienst bij het Centrum voor Brandveiligheid van TNO, dat inmiddels Efectis Nederland B.V. heet. Tussen 2003 en 2007 was hij het hoofd van het brandlaboratorium van TNO te Rijswijk. Sinds 1 mei 2007 als projectmanager brandonderzoek bij DGMR Bouw te Den Haag. Inmiddels is hij weer werkzaam bij Effectis Nederland.
Sinds 1980 heeft hij onder andere bij het centrum voor brandveiligheid van TNO een groot aantal branden onderzocht. In die tijd is hij bovendien betrokken geweest bij reconstructies van de branden in Café het Hemeltje, de zaak Sweeney, en voor de Schipholbrand.
Zijn reconstructie in de Sweeney zaak is zeer omstreden, onder meer door hoogleraar wetenschapsfilosofie Ton Derksen in het boek Het OM in de fout over rechterlijke dwalingen en door brandonderzoeker Fred Vos in zijn rapport voor de Hoge Raad.

## Catshuisbrand (2004)
Toen de weduwe van de in de Catshuisbrand van 2004 overleden schilder in de pers een dramatische oproep deed om naar voren te treden met informatie en een dergelijke oproep later door de minister-president werd herhaald, schreef Reijman op persoonlijke titel een brief aan de minister-president en aan de Rijksrecherche. Volgens Reijman werd zijn geweten ernstig op de proef gesteld toen hij zich realiseerde dat buiten de beperkte groep betrokkenen niemand weet had van de brandbare wandbekleding.
In 2009 kwam Reijman in het nieuws als klokkenluider inzake de Catshuisbrand, waarbij hij aangaf dat zijn rapport niet was gebruikt in het strafrechtelijk onderzoek naar deze brand. Het rapport en de bijbehorende correspondentie was aan de aandacht onttrokken door ze op te bergen in de kluis van de landsadvocaat. Betrokken bestuurders en ambtenaren ontkenden dat het zou gaan om een volledig rapport dat zou kunnen dienen als voldoende bewijs in de strafzaak; het zou gaan om een concept. Premier Balkenende noemde het rapport 'onvoldragen'. Deze 'onvoldragenheid' zou volgens RTL Nieuws het gevolg zijn geweest van het stoppen van het onderzoek door Reijman, omdat het concept een wending had die niet wenselijk was en verantwoordelijke politici zou kunnen beschadigen. Reijman reageerde op 22 juni 2009 met open brief in NRC Handelsblad, waarin hij zijn 'onvoldragen' rapport verdedigde, tegen eerdere conclusies in en tegen het woord van premier Balkenende. Zijn visie op de brand in het Catshuis werd ondersteund door contra-expertise onderzoek in België uitgevoerd in opdracht van het OM.